# Västberg, Leksands kommun
Västberg är en by i Åsbygge fjärding i Leksands socken i Leksands kommun.
Byn omtalas första gången i ett tingsprotokoll från 1468. I den äldsta skattelängden från 1539 är endast en bonde medtagen, men av 1541 års årliga ränta framgår att en bonde i Västberg blivit felredovisad, och det verkliga antalet är två. I tiondelängden och årliga räntan för 1571 upptar 5 hemman i Västberg. 1668 fanns 6 hushåll enligt mantalslängden, medan Holstenssons karta från samma år har 5 gårdstecken. 1766 års mantalslängd upptar 11 hushåll och 1830 upptas 12 hushåll. Storskifteshandlingarna på 1820-talet räknar upp 14 bönder som delägare i byn. Under denna tid verkar byn ha nått sin maximala storlek.
Då Karl-Erik Forsslund besökte byn i början av 1920-talet fanns 9 gårdar i byn.